# Skärholmsbäcken

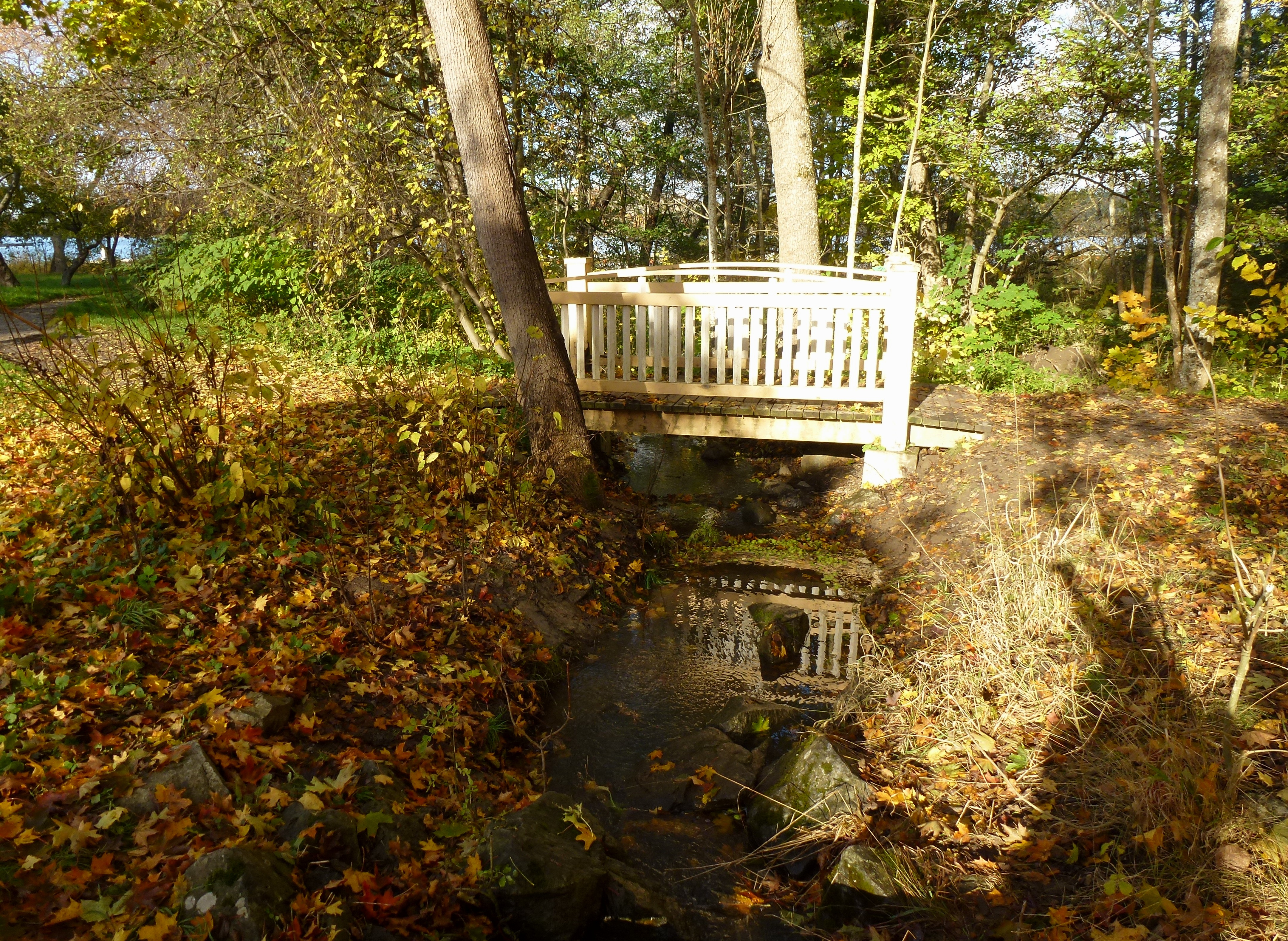
Skärholmsbäcken vid Skärholmens gård.

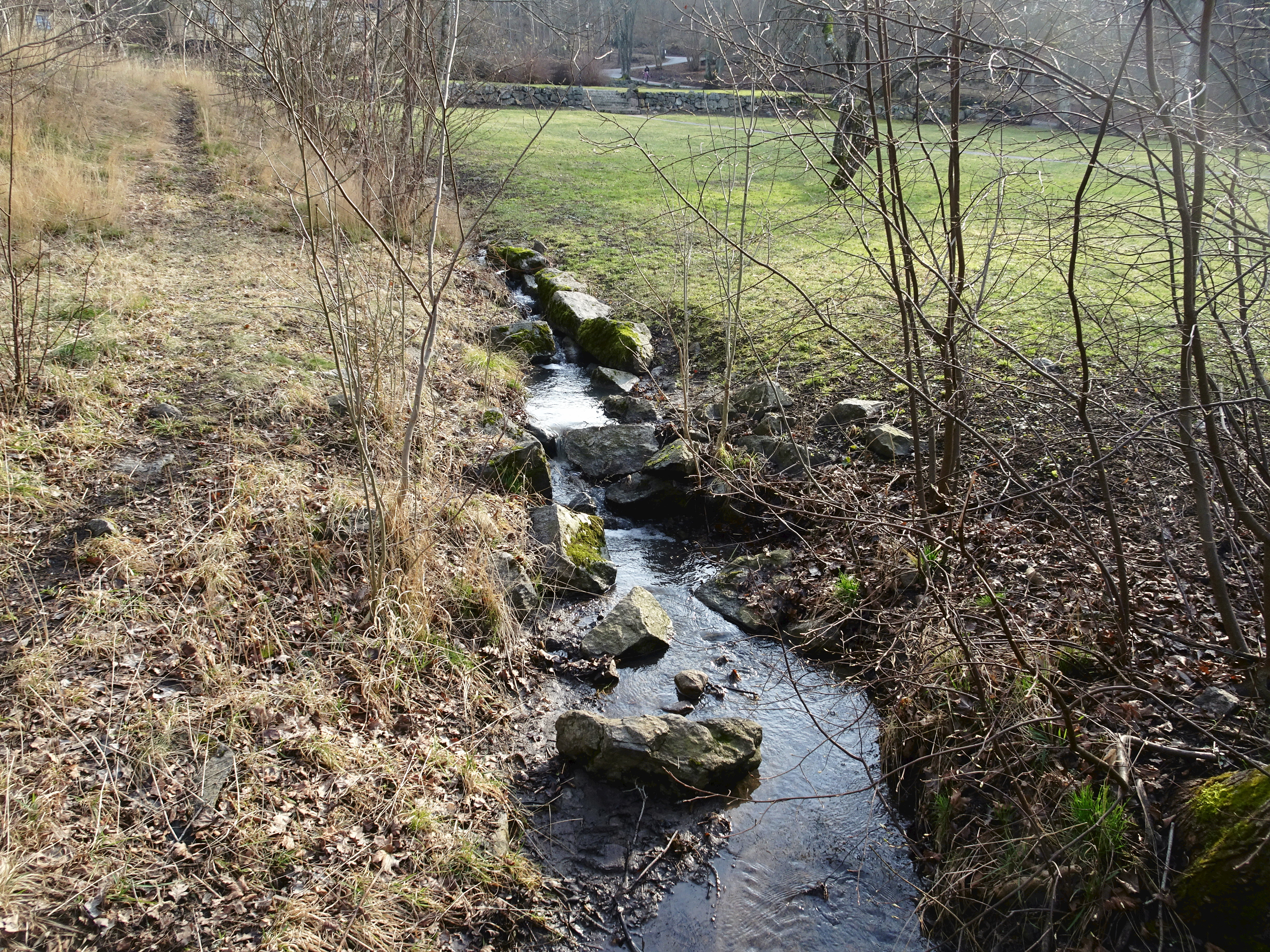
Skärholmsbäcken vid Skärholmens gård.

Skärholmsbäcken är ett drygt 1000 meter långt vattendrag i Skärholmen i sydvästra Stockholm.  Skärholmsbäcken mynnar i Mälaren norr om Skärholmens gård, inte långt från Sätrabadet. 

## Beskrivning
Bäckens övre del är uträtad med nästan stillastående vatten. På den sista sträckan, från koloniområdet ned mot Mälaren, har bäcken en naturlig fåra. Den största delen av vattnet till bäcken kommer från öppna gräsytor och skog, från söder kommer också avrinning från bebyggelsen i Skärholmen. Medelvattenföringen vid utloppet är ca 4 l/s. 
Rinnande vatten förekommer huvudsakligen under våren, övriga delar av året brukar bäcken vara torrlagd. 2003 anlades uppströms en uppsamlingsdamm som skall erbjuda en lämplig miljö för groddjur, exempelvis mindre vattensalamander, men det är inte känt om det har etablerats några groddjur där. Längs bäcken finns bland annat ädellövskog med stora ekar. 2006 inrättades Sätraskogens naturreservat, där ingår de två vattendragen Sätraån och Skärholmsbäcken. Inget av vattendragen har något livsdugligt fiskbestånd.